# Herzoglich Bayerisches Brauhaus Tegernsee
Herzoglich Bayerisches Brauhaus Tegernsee est une brasserie à Tegernsee. La brasserie se situe dans l'aile nord de l'ancienne abbaye et appartient à Maria Anna, la plus jeune fille de Max Emmanuel von Wittelsbach, le duc en Bavière.

## Histoire
L'entreprise se veut le successeur d'une brasserie soi-disant fondée vers 1050 sur le lac Tegern, où l'abbaye bénédictine de Tegernsee fut fondée en 746. La brasserie d'aujourd'hui remonte à l'année 1675, lorsque l'abbé Bernhard Wenzel accorde les droits de brassage nécessaires de Holzkirchen à Tegernsee.
À cette époque, les moines de Bavière préfèrent presque invariablement le vin comme boisson. En fait, en 1604, le duc Maximilian Ier fait une liste de toutes les brasseries de Bavière qui manquent à Tegernsee. Plus tard, en tant qu'électeur, Maximilien interdit par décret de construire d'autres brasseries autrement que celles existantes en Bavière. Si Tegernsee avait déjà une brasserie à ce moment-là, ou alors une licence de brassage manifestement ancienne, le transfert ultérieur des droits de brassage de Holzkirchen n'eût pas été nécessaire. On peut donc supposer qu'il n'existe pas de brasserie avant la première moitié du XVIIe siècle. Il existe plusieurs cas connus dans lesquels Maximilien dût reconnaître des brasseries dont le droit était antérieur, comme à Viechtach et Schwarzenberg.
En 1817, le roi de Bavière Maximilien Ier achète l'abbaye bénédictine après sa sécularisation en 1803 et la brasserie à Karl Joseph von Drechsel. La brasserie opère désormais sous le nom de "Königlich Braunes Brauhaus Tegernsee". Pour des raisons dynastiques, le nom devient plus tard Herzoglich bayerisches Brauhaus. Depuis l'achat, la brasserie appartient à la famille Wittelsbach et est maintenant dirigée par Maria Anna, une fille de Maria Anna, la plus jeune fille de Max Emmanuel, le duc en Bavière.
L'entreprise de la brasserie s'appelle désormais Herzoglich Bayerisches Brauhaus Tegernsee KG et a son siège à Tegernsee. Fin 2011, la brasserie ouvre une autre usine d'embouteillage avec environ 30 employés à Gmund dans la zone industrielle.
Le restaurant Herzogliches Bräustüberl Tegernsee Peter Hubert GmbH & Co. KG se situe sur le site d'exploitation principal de la brasserie à Tegernsee, au rez-de-chaussée de l'aile ouest de l'ancienne abbaye de Tegernsee. Le Bräustüberl, qui sert principalement les bières de la brasserie, est cependant une entreprise indépendante dirigée par l'aubergiste Peter Hubert.

## Production
Les produits sont la "Tegernseer Hell", l'export "Tegernseer Spezial", "Tegernseer Dunkel Export", "Tegernseer Pils", "Tegernseer Leicht" et "Quirinus Dunkler Doppelbock". En hiver, "Der blaue Page" est également disponible. À l'occasion du 200e anniversaire du couronnement du premier roi de Bavière, la bière "Max I. Joseph" fut brassée.